# Sainte-Eulalie (Gironde)
Sainte-Eulalie település Franciaországban, Gironde megyében. Lakosainak száma 4922 fő (2022. január 1.). Sainte-Eulalie Ambarès-et-Lagrave, Carbon-Blanc, Lormont, Saint-Loubès és Yvrac községekkel határos.

## Népesség
A település népessége az elmúlt években az alábbi módon változott:
| Lakosok száma | 1953 | 3365 | 3930 | 4606 | 4623 | 4576 | 4631 | 4832 | 4932 | 4922 |
|               | 1968 | 1982 | 1990 | 2006 | 2013 | 2015 | 2017 | 2019 | 2020 | 2022 |